# روبرت قالبرايث جوستين
روبرت قالبرايث جوستين (بالإنجليزية: Robert Galbraith Heath)‏ هو طبيب نفسي أمريكي، ولد في 9 مايو 1915 في بيتسبرغ في الولايات المتحدة، وتوفي في 24 سبتمبر 1999.